# Ambasadorowie Prus w Austrii
W XVI wieku Brandenburgia poparła reformację wbrew woli Wiednia i cesarza. Od XVII wieku elektorzy brandenburscy prowadzili politykę balansowania między Francją a Austrią, próbując zagarnąć dla siebie resztki po ich nabytkach. W czasie wojny o sukcesje hiszpańską (1702-1714) Królestwo Prus popierało Austrię, by potem stopniowo się od niej oddalać. Fryderyk Wielki (pan. 1740-1786) prowadził politykę skrajnie wrogą wobec Wiednia aż do późnych lat sześćdziesiątych XVIII wieku. Rewolucja Francuska zjednoczyła oba kraje wobec wspólnego zagrożenia. W czasie Wiosny Ludów oba kraje przeżywały podobne liberalne wstrząsy. Premier Prus Otto von Bismarck wybrał znów kurs wrogi Austrii.

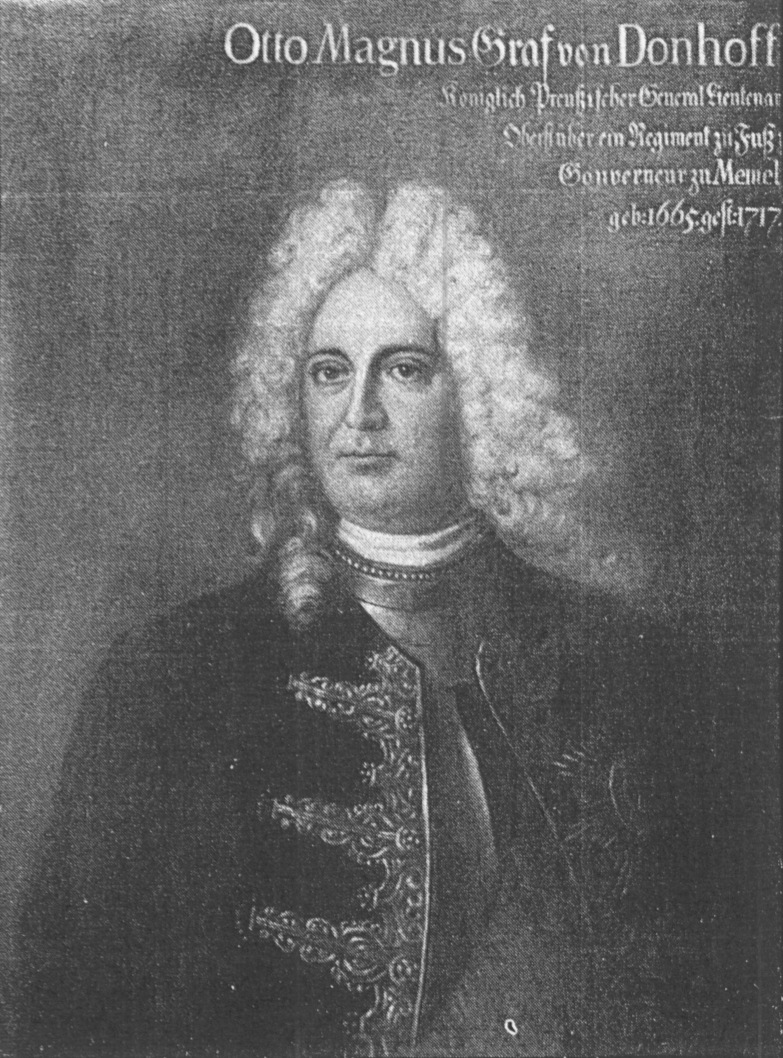
Otto Magnus von Dönhoff
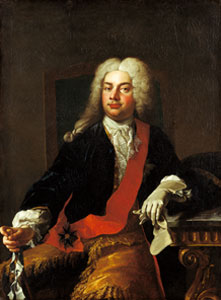
Gustav Adolf von Gotter w roku 1732
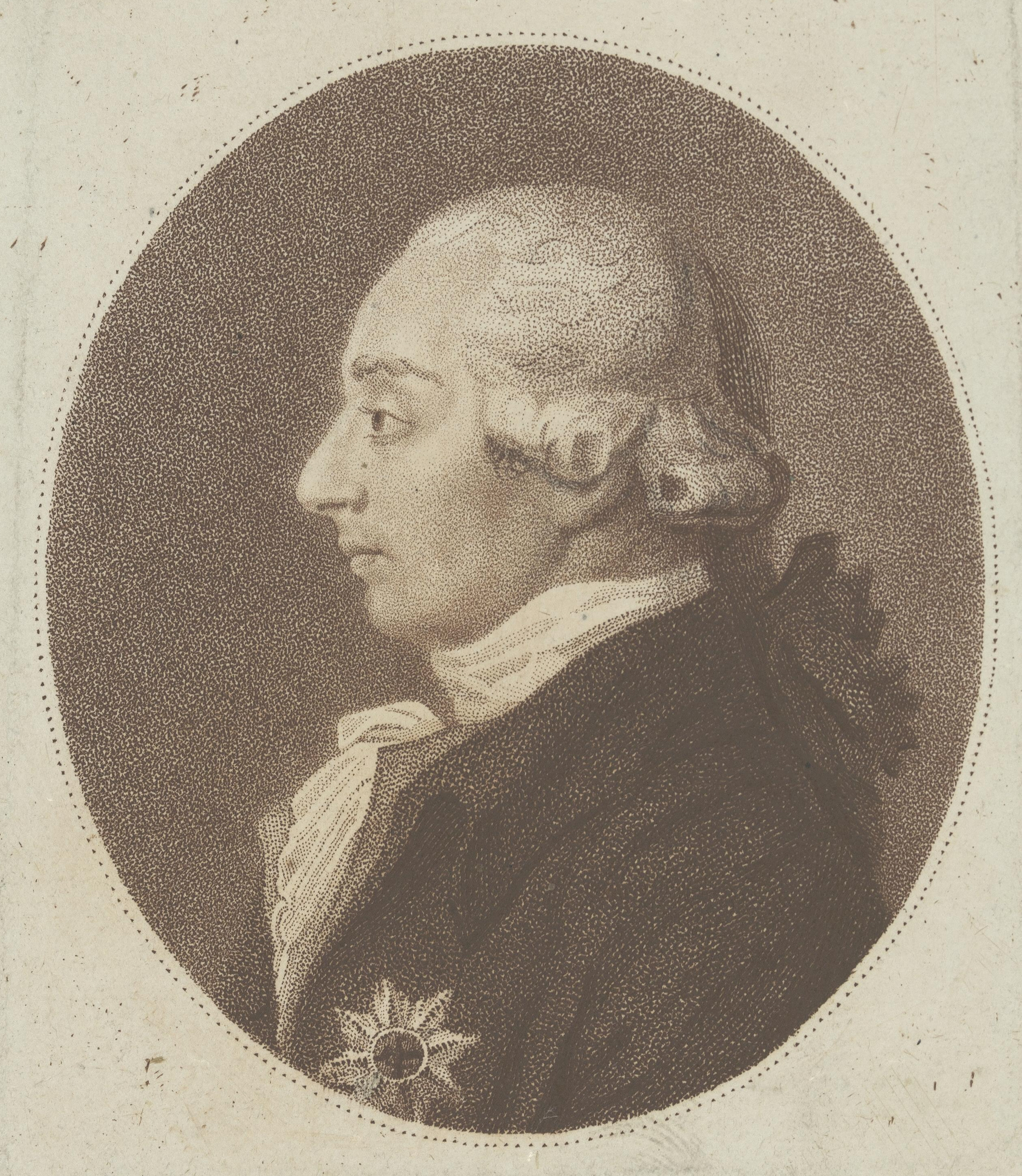
Girolamo Lucchesini

## Pruscy ambasadorzy i posłowie w Austrii
- 1688–1697 – Nikolaus Batholomäus von Danckelman
- 1699 – Otto Magnus von Dönhoff
- 1698–1703 – Christian Friedrich Bartholdi
- 1703–1714 – Friedrich Heinrich von Bartholdi
- 1714–1715 – Samuel von Cocceji
- 1732 – Gustav Adolf von Gotter
- 1741–1747 – Heinrich von Podewils
- 1771 – Jakob Friedrich Rhode
- 1792 – Christian von Haugwitz
- 1793–1797 – Girolamo Lucchesini
- 1823–1824 – August Heinrich Hermann von Dönhoff
- 1859 – Karl von Weyther